# Linum boissieri
Linum boissieri är en linväxtart som beskrevs av Aschers., Amp; Sint. och Pierre Edmond Boissier. Linum boissieri ingår i släktet linsläktet, och familjen linväxter. Inga underarter finns listade i Catalogue of Life.